# Râul Valea Mare, Someșul Mare (Reteag)
Râul Valea Mare este un curs de apă, afluent al râului Someșul Mare. 